# 日刊ベストストア
日刊ベストストア（にっかんベストストア）、または日刊ベスト貯蔵所（にっかんベストちょぞうしょ, 일간 베스트 저장소）は、韓国の電子掲示板サイトである。略して「日ベストア, イルベストア(일베저장소)」「日ベ, イルベ(일베)」「イルベドットコム(일베닷컴)」などとも表記される。

## 概要
イルベは元来、1550前後のカテゴリを持つ韓国の巨大電子掲示板群である「DCインサイド」から、その中から内容が過激・有害であるとされて管理人に削除された書き込みを保管するまとめサイトを発祥としている。その後、「DCインサイド」の寄生サイトから、雑談版と政治版の2つを持つ独立したコンテンツを持つ右派的コミュニティーとして成長した。2012年頃の最盛期には月間閲覧者数400万人、月間PV10億を超えるサイトとなった。2019年代には韓国国内のサイトランキング100位前後、掲示板・コミュニティサイトランキングでは5-10位である。
雑談版と政治版があるが、雑談版は皮肉やユーモアでの投稿・反社会的な投稿が多く、仲間内でだけ受けるネタでふざけているモノが多い。このような身内ネタだけでなく、購入した商品レビューや観光日記などもその日の上位に来ることが多い。政治版は右派・極右性向のユーザーが集まることで知られており、女性蔑視、外国人労働者嫌悪、特定地域への誹謗（韓国の地域対立参照）、国内の左翼・革新派人物（盧武鉉、金大中元大統領）を誹謗中傷や笑いのネタにする書き込みや、5.18光州民主化運動は「北朝鮮が起こした暴動」などとの言動が論議を呼ぶことがある。
ユーザーの多くは韓国の軍事政権による経済発展支持層であり、北朝鮮に融和的・擁護的な人々を敵視している。そのため、北朝鮮と日本に関する話題では北朝鮮批判する傾向があり、国内の左派の主張と日本の主張では国内の左派を批判するが、朴正煕大統領・全斗煥大統領関係と日本だと日本を批判する傾向にある。
韓国出身の著述家のシンシアリーは日本関連投稿では日本安保上・経済上で用日を重視するユーザーが多いために日本関連の投稿で反日に批判的な書き込みが他サイトよりも多いというだけで日本国内でも一定の知名度があるサイトであると語っている。しかし、彼らの考える「韓国の国益」を棄損しているとして、政治関連投稿で国内の主流又は韓国左派の意見を批判している人が比較的多いだけであり 、他のサイトのように日本(人)嘲笑・罵倒投稿など頻繁にあると述べている。他にも竹島は韓国領と考えているなど韓国人主流と同じであり、ただ騒がずに保有しておけとの国内政治家・活動家のパフォーマンス批判という点、反日よりも必ず反北朝鮮・反韓国左派が優先されるという立場な点だけが国内主流と違うだけであり、サイトを知る日本人の考えているような日本に友好的なサイトではないと述べている。シンシアリーは日本ではイルベの日本関連以外の投稿が知られていないが、イルベはあまりにも反社会的な投稿が多くて、好きではないと述べている。 
セウォル号沈没事故では、ハンガー・ストライキをする遺族に対して「暴食行事」を行ったり、従北議論が起きている人物のトークショーで手製の爆薬を爆発させる事件を起こしている。
韓国の右派誌である『週刊朝鮮』においても、「サイバーナチス」と表現している。

### 政治傾向
「民主化」(민주화)に否定的な評価イルベでは民主化を業績とみなす左派に拒否感を感じるため、民主化と言う言葉を否定的意味に転用してつかう用法が定着している（先生に叱られた→先生に民主化された）。一方、複数の人から「民主化」という言葉の否定的な使用は、21世紀の民主主義国である韓国で生きていく社会の構成員として「資質がない行動である」という批判を受けている。これに対し「過去パトカーを打ち壊しても「民主化」と呼んだ左翼人士には批判を加えずに、ただ左翼を皮肉る意味で「民主化」という言葉を使うイルベにのみ批判を加えることは公平性に反する。」とイルベ側は抗弁した。
「産業化」(산업화)への絶対的支持イルベでは韓国保守系の開発独裁政権の業績として、産業化を高く評価することから、産業化と言う言葉は左翼などの意見をネットで論破したなどの肯定的ニュアンスで使われる。韓国を産業化した朴正煕や全斗煥は偉人として扱われる。
「反共産主義」北朝鮮に対しては強い敵愾心を持っている一方、民主主義、資本主義国家であるドイツをはじめとした欧米、特にアメリカ合衆国に対しては強い憧憬、憧れを持つ利用者が多く、白人に対し東洋人は容姿･文化的にも劣っているという人種コンプレックスの観点や、国内の政治混乱などから、半ば自虐的に「アメリカ合衆国51番目の州に編入されたい」という流れがしばしば沸き起こる。また、歴代合衆国大統領に対しては、大国の国家元首への尊敬の念から『兄貴』という呼び名が使用されている。
国内左派・全羅道への忌避
伝統的に左派勢力が圧倒的に強く、北朝鮮にも融和的政策を支持する全羅道（出身者）はイルベでは韓国最低の地域とされて蔑視され、国を発展させた右派勢力を売国奴と非難する、何かにつけて反対する、あらゆるものを破壊しながら扇動を繰り返す、選挙のたびに投票率が90％に達し左派の得票率が極めて高い左翼政治の牙城である、といったような負のステレオタイプをもって語られる。イルベではたびたび全羅道で発生した犯罪事件を過度に強調した記事を掲載し、地域対立感情を深刻に扇動しているという批判を受けている。また、各種の事件・事故などで話題となっている人物が全羅道出身の場合、侮辱する言葉を多用して嘲笑することがある。また、国内外で韓国人が重大犯罪を起こした際、全羅道出身者に違いないとの認定が日常的に行われており、さらには出身者もしくは地域そのものに対して『ガンギエイ』という蔑称を用いて差別している。また、全羅道を「パスポートのいらない外国」などと呼び、全羅道へ旅行すると「海外旅行へ行ってきた」などと揶揄することもある。
光州事件への否定的評価
イルベの大半のユーザーは、5.18光州民主化運動に否定的な反応を示す。5.18光州民主化運動を「光州暴動」と呼んだり「光州事態」に一段階下げたりして呼称している。一部のイルベユーザーは、市民が先に戒厳軍を攻撃したと主張し、戒厳軍の暴力は正当防衛だと主張した。「北朝鮮軍の特殊部隊が来て、光州市民を殺傷した」との主張もある。
イルベユーザーらは、民主化運動の鎮圧による犠牲者たちの写真を「エイ」と侮辱した。イルベユーザーたちは、運動で殺された人たちの死体からエイの匂いがしたという話を作り上げ、煽っている。逆に全斗煥元大統領は「光州を戦車で鎮圧した」という意味で、「タンク兄貴(땅끄성님)」の愛称で呼び英雄視している。
セウォル号遺族に否定的
セウォル号沈没事故が長期化し、セウォル号遺族が光化門広場を占拠して断食を行うハンスト闘争を繰り広げていたことについて、イルベで否定的な世論が形成された。イルベ内部では、「（ハンストで断食を行う）遺族の前でチキンを食べたら面白い」などの言葉が流布し、これらに影響されたイルベ会員がそのようなパフォーマンスをすることを予告して、実際に2014年（平成26年）9月6日、光化門広場のハンスト闘争を行っているセウォル号遺族の前に座ってチキンを食べるパフォーマンスをした。これらの行動は、遺族とのハンストに参加していた進歩派の活動家たちの反発をすぐに引き起こし、パフォーマンスをするイルベ会員を強制的に阻止した。予告文を見て光化門広場に来た別のイルベ会員が、パフォーマンス中にチキンを奪われるシーンを劇的に撮った写真をイルベにアップロードして話題を呼んだ。
以後、遺族と活動家がチキンを食べるパフォーマンスをしていた別のイルベ会員を囲んで悪口を言い、侮辱したという事実がイルベに掲載され、イルベ内部では、これは典型的な「民主化」の事例としてとらえ、翌日の2014年（平成26年）9月6日の週末の土曜日に大規模に暴飲暴食闘争をしようという世論が形成された。遺族側でも広場に「イルベ会員のための食卓」を設置し挑発的な対応をしたことが、さらに事態を発展させたと思われる。
予想外にイルベ会員の参加が活発化して「暴飲暴食闘争」が大規模に拡大され、いくつかのユーザは食べ物を提供するなど、事態をさらに拡大させた。このパフォーマンスは、夜遅くまで続いた。「暴飲暴食闘争」は翌日の日曜日にも継続されており、メディアの注目を浴びた。この事態は、進歩派言論はもちろん、保守系マスコミの『朝鮮日報』と『東亜日報』もパフォーマンスに強く批判し、河泰慶議員をはじめとするセヌリ党議員も激しい反感の意思を表明した。
セウォル号沈没事故に関しては、イルベ会員が「セウォル号の犠牲者は沈没直前、集団性行為などをした」といった書き込みをして大きな問題になった事件もある。そのユーザーは懲役1年の判決を受けた。
セウォル号犠牲者に対する蔑称として、「かまぼこ」を用いている。「友達食」というタイトルで、蒲鉾を持って「イルベ認証」をしている姿の写真が掲載された。海に沈んだ犠牲者の遺体が、魚の餌になり、その魚が蒲鉾になり、それをイルベ会員が食べるというブラックジョークである。同様のセウォル号犠牲者に対する別称として「おでん種」という物もあるが趣旨は同じである。
女性蔑視
イルベは極めて女性差別的であることで知られ、望ましくないと見なした韓国人女性に対して極端に敵意ある態度を示す。イルベ利用者の多くは男性は女性に優越しており、女性は男性に恭順であるべきだと考えている。
またイルベはアンチフェミニズム的なコミュニティであると見なされており、利用者のほとんどは男性である。女性のイルベ利用者は、他のイルベ利用者から"Am-Be-Choong" (암베충) (Am: 女性の表現で、主に動物に対して用いられる/Be: イルベ/Choong: 虫)という蔑称で呼ばれる。 
それだけでなく、女性であることを公に"カミングアウト"する女性利用者はイルベ運営によって排除される。そのような利用者の存在は男性的コミュニティに不和や論争を引き起こしやすく、サイトの衰退をもたらす、というのが主な理由とされる。

## メディアとコラージュ
しばしば本物と間違うような精巧なパロディ画像等がサイト内にメディアに無断利用させるために作成・配布されている。そのため、精査されずに狙い通りにマスコミに検索サイトで上位に出てきた画質の良い画像としてイルベの釣り画像が転載、利用されるなどして話題になることがある。MBC放送は2013年12月18日のトーク番組で「1995年に悪性リンパ腫で死亡した画家ボブ・ロス」とボブ・ロス風に加工された故・盧武鉉大統領のコラージュ画像を報道して謝罪した。2017年5月17日、韓国SBSのテレビ番組は、盧武鉉元大統領が表紙を飾った際のTIME誌の画像を放送したが、イルベにより表紙の文字が「Hello，Mr.Roh」から「Go to Hell，Mr.Roh」へ書き換えられたものであった。SBSがイルベの画像を使い起こした放送事故は10回目とされ、局側は遺族らに陳謝したうえで幹部社員が処分している。

### 盧武鉉
イルベの盧武鉉元大統領に対する扱いは、他の大統領経験者と比べて別格である。元来、政治的右派傾向の強いイルベにおいて左派の大統領である盧武鉉は完全否定・罵倒の対象であるが、行き過ぎた批判が病的な愛情に転じて、ネタキャラに昇華されている。イルベでは盧武鉉とコアラを合成した「ノアラ(노알라)」というキャラクターを作成して、イルベのマスコット的扱いをしている。また盧武鉉の命日である5月23日を「重力節(チュンニョッチョル、중력절)」（重力の働きにより盧武鉉が死亡した日）として祝日のように扱っている。盧武鉉について、ウンジ（雲地,운지）という言葉で皮肉ることがある。かつて韓国で販売されていた栄養ドリンク「ウンジチョン(雲芝泉,운지천)」のCMが山岳や峡谷を男性俳優が飛び回る内容であり、これを盧武鉉の投身自殺と結びつけたパロディ動画が流行したことがあり、ウンジの呼称はそれに由来している。2018年にはイルベユーザーが、ニューヨークのタイムズスクエアの屋外広告看板に盧武鉉を戯画化した広告を出稿し、タイムズスクエアの広告代理店が謝罪する事態にまで発展している。

#### MCムヒョン
イルベでは盧武鉉前大統領の有名な退任演説の際の「ヤー、キブンジョッタ！(야,기분좋다!)」（やー、気持ち良いね！）発言など生前の音声を合成して、「Ass city」を筆頭に歌を作成し、盧前大統領の死後に彼を「MCムヒョン(MC武鉉,MC무현)」として強制的に「デビュー」させている。「死亡したと思われている盧武鉉元大統領は、実は国家情報院の地下壕に監禁されており、「MCムヒョン」の名義で作詞・作曲を行なっている」という設定がなされている。MCムヒョンの歌はイルベの各所で愛用されている。

## 掲示板内における頻出用語
ガンギエイ
韓国南西部の全羅道民や全羅道出身者に対する罵倒語。特にイルベでは頻出する言葉。韓国においては左派勢力の強力な支持地域であるため、イルベ民は詐欺師、裏切り者、売国奴、パスポートなしで行ける外国と否定的な見解を持っている。由来のガンギエイを使ったホンタクは全羅道の名物料理である。
キムチ女（김치녀）
韓国人女性一般に対する「自分のことを棚に上げて、男に高望みしたり、自分の力ではなく男性に寄りかかって生きる女性」との蔑称。
2000年代の初頭頃に一部の韓国人女性に使われ始めた「見た目は全く韓国人顔なのに、西洋人の真似をして虚栄心を満たしている女」、または「ブランド品で身を飾る頭の悪い女」という「テンジャン（味噌）女」から始まった。それが適応範囲が韓国人女性全体へ広がるキムチ女となり、「男性に経済的な負担を依存する女性」と韓国人女性一般を卑下する言葉となった。フェミニズムが特に過激な韓国女性は、メガリア由来のメガル女と呼ばれている。
寿司女（스시녀）
若い日本人女性を指すが、上述のキムチ女とは異なり否定的・侮蔑的な意味合いは弱く、様々な文脈において単に日本人女性の言い換えとして使われる表現。経済的な負担を男性に押し付けるなどフェミニズムが盛んな韓国女性と比較して、日本女性は男性に対して従順というイメージがあるために、韓国人男性の「理想の存在」として日本人女性をイメージしている。
キムヨサ（김여사）
運転技能がない女性ドライバーの総称で漢字では「金女史」と表記される。「女史」とは社長婦人などを示す言葉。社長婦人のような立場が高い女性なら乱暴な運転をしても許されるということから生まれた。
マムチュン（맘충）
母親を指すマム（맘）と蟲を意味するチュン（충）の合成語で「しつけがされていない子どもを叱らない母親」のことを指す。
ネロナムブル（내로남불）
「自分がすればロマンス、他人がすれば不倫（내가 하면 로맨스, 남이 하면 불륜）」の略語として近年に広まったもので、日本語では「自ロ他不」などと表記される。大手マスメディアでも略語が使われる。元々の語は古くから使われており、李文烈が1980年代に発表した『九老アリラン』にも似た表現が見られる。元の語が広まったのはハンナラ党出身で後に党代表も務めた国会議員朴熺太が1990年代に使ったことによるとされ、これもメディアでかなり以前から使われている。
チンタ
陰キャ、又はイケてない人を意味する。
インサ
チンタの対義語にあたり、インサイダーの略。社交的で誰とでもすぐ仲良くなれるような人のことを指し、日本語で言うところのリア充や陽キャのような意味。
布団キック（이불킥）
思い返した過去の恥ずかしさを表現する用語。寝る前に、過去の恥ずかしい出来事を思い出し、思わず布団を蹴飛ばしてしまうことから生まれた。韓国の音楽グループBTSの2014年のアルバムには同名曲がある。
部屋の隅の呂布（방구석 여포）
日本語で言うネット弁慶を指す用語。
イッショニサケノムカ
韓国人男性が日本人女性をナンパする時に使う定番の言葉から発展し、日本人女性をナンパする韓国男性やそのナンパ行為そのものを示す言葉。
金大中（豊田大中）
最低の人物を指す言葉として、イルベでは使われる。（例：お前の母ちゃん金大中）
7時
全羅道を示す隠語。韓国の男性国民は軍務の経験があるため、時計の針の方向で方角を表現する言い回しがよく使われる。
給食
小中高生の蔑称。
入れ歯
高齢者の蔑称。
収容所
イルベに存在するアニメ関連の話題の隔離場所の蔑称で、（日本製）アニメファンは収容所民と呼ばれる。
雲芝/隕地（운지）
元々はカワラタケを指すが、前述の盧武鉉の動画から「転落する」「死ぬ」という意味のネットスラングになった。
月娼（달창）
「月光娼婦団」（달빛창녀단）の略で、文在寅大統領支持者が自らを「月光騎士団」（달빛기사단）と呼んだことを皮肉って名付けられた。
頭壊文
元々は大統領選挙で文在寅支持者が掲げた「頭壊れても文在寅（を支持する）」というスローガンだったが、否定的な見解で韓国ネットでは文大統領に否定的な見解をした者に攻撃的な支持者らに用いられる韓国ネット用語。マスメディアでは彼らを「文派（ムンパ）」としている。与党共に民主党議員でも与党支持の左派市民運動家でも、政府を批判すれば容赦なく集中攻撃する。韓国左派で著名なキム・ギョンユル元参与連帯共同執行委員長さえも、チョ・グク前長官と、前長官を擁護した親文派の人物らを批判したために、その後参与連帯を離れることとなった。キム元委員長は「全てを抹殺しかねない狂気を感じた」と韓国左派熱狂的支持者らの狂気を指摘している。保守色の強いイルベにおいては、従北の売国奴と言う意味で使われる。
文災害
在寅（ジェイン）と災害（ジェアン）の朝鮮語発音の類似性から生まれた文大統領の存在の害を災害レベルと例える文大統領に批判的な韓国ネット利用者が用いる。
「北韓が先だ」
文在寅大統領が大統領候補時代に掲げた「人が先だ」というスローガンにおいて、韓国国民よりも北朝鮮政権への配慮や支援を優先する実態を皮肉ったもの。
レベル0
質の低いイルベユーザーを意味するイルベ用語。スレッドを立て、共感ボタン（イルベ）が押された回数によってポイントは加算、逆に非共感ボタン（民主化）が押されると減る。このポイントが、300ポイント貯まると、レベルが1に上がる。イルベ民はむやみに共感ボタンを押さない上に、不要な情報やイルベのルールを逸脱したスレッドには、非共感ボタンが大量に押されていって、多くのポイントを消失する仕組みになっている。イルベではこのようなルール違反者への非共感制裁これを「民主化爆撃」と呼んでいる。レベル0になると、「レベル0には無条件に民主化」などと言われ、以後の投稿の客観的な良し悪しに関係なく、無条件に非共感ボタン殺到の迫害を受けるので、一度0になると実質まともにイルベを利用することが出来なくなる。
チャンケ
中国人に対する蔑称である朝鮮語。짱깨（チャンケ）の由来は19世紀末に朝鮮半島に移り住んできた中国人がお金を管理した入れ物、궤짝（クィチャク）を管理していた店主という意味の장궤（チャンクェ）からであるという説が主力である。掲示板外でも用いられ、韓国で中国人を侮辱的にいう際に使われる言葉になっている。韓国には朝鮮族を含む中国からの出稼ぎ労働者や移民が多く、彼らを軽蔑的にみる韓国人全般が使う傾向にある。때놈（テノム）という蔑称もある。
島チャンケ
台湾人に対する蔑称。複雑な歴史的関係に加え、21世紀以降も台湾と韓国は共に半導体の輸出を中心としたハイテク産業を経済の屋台骨とし、1人あたりの経済力も近いことから、両国のライバル意識は強い。
トンソン（똥송）
「クソ(똥)みたいな東洋人(동양인)で申し訳ありません(죄송합니다)」という意味で、自国民や他国（特に中国）の東洋人の好ましくない言動や社会の有様に対して自虐的に使われるイルベ発祥の韓国ネット用語。自国民の時には「朝鮮人で申し訳ありません(조선인이라서 죄송합니다、センソンハムニダ)」や「センソン(센송)」も使われることがある。また「トンソンの国」のように名詞として使われることも多い。
病身
本来は身体障害者の事だが、韓国では駄目な人や駄目な物事全般を指す言葉として使われる言葉である。イルベの利用者らは掲示板の設定上は全員障害者であるとしている。 そのため、本当に障害者であるイルベ利用者の場合はイルベ正会員と呼ばれる。
ヘジャ
キム・ヘジャ監修のコンビニ弁当が、価格の割に高品質であると評価され、転じて良心的な製品を指す言葉として使われる韓国ネット用語。
チャンニョル
ヘジャの対義語で低劣なボッタクリ食品の総称。DJ DOCのメンバー、キム・チャンニョルを広告キャラクターとしてロッテ傘下のコリアセブンのプライベートブランドから発売された「キム・チャンニョルの屋台」というインスタント食品が、高い癖に量も非常に少ない上に、味も不味かったことから生まれた。
金匙
財閥一族などを含む富裕層の出自の者を指す。幼児の頃から英語で教育を受け、大企業の従業員や高度な専門職に就き、多額の資産を相続する。特に親の資産が20億ウォン（約2億円）以上、または年収2億ウォン（約2,000万円）以上の超富裕層を指す。　資産10億ウォン（約1億円）以上、または年収8,000万ウォン（800万円）以上の韓国人を「銀匙」と言う。国内の財閥一族などは「ダイヤモンド匙」という。2012年の調査資料によると、ダイヤモンド・金・銀の匙の階級層の中でも各上位10％の韓国人が、韓国国民全体の資産の45％を支配している。「銅匙」の人は、資産5億ウォン（約5,000万円）以上、または年収5,500万ウォン（約550万円）以上を意味し、十分韓国における勝ち組ではある。

土匙
幼児の頃からの虐待を受けていた人、満足な教育を受けられなかった人、就職や結婚も困難な人々などを含む貧困層の出自の者を指す。住居が半地下や全地下、ビニールハウス、屋上に建てられた小部屋、考試院などのことが多い。平均的な庶民は「鉄匙」「木匙」「プラスチック匙」と分けられてる下に、韓国人の多数を占める存在である。「土匙(土の匙)」の由来は土で出来ていて形を保つのがやっとの匙を使わないといけないため、一生食うに困るという絶望的な意味が込められている。これはヘル朝鮮（地獄のような韓国）」とともに2015年の韓国の流行語にもなっている。 「土の匙」よりもさらに下には、(韓国における)生活保護制度やホームレスの「糞の匙」と、スプーンすら持てないほど貧乏な「手の匙」がある。